# ES Sétif
Entente Sportive Sétifienne (în arabă الوفاق الرياضي السطايفي), cunoscută sub numele de Entente de Sétif, denumită în mod obișnuit ES Sétif sau ESS pe scurt, este un club de fotbal profesionist algerian cu sediul în Sétif. Clubul a fost fondat în 1958, iar culorile sale sunt alb-negru. Stadionul lor de acasă, Stade 8 Mai 1945 , are o capacitate de 25.000 de locuri. În prezent, clubul joacă în Liga Profesionistă 1 din Algeria.
După independență, succesul său în diferitele criterii naționale, ES Sétif a devenit unul dintre primii rezidenți ai primului campionat național și datorită succeselor obținute în Algeria, Africa și contribuția sa la echipa Națională a Algeriei, clubul a devenit o instituție sportivă națională. Dobândind numele de club profesionist în anii 2010, clubul a câștigat numeroase titluri, atât la nivel național, cât și continental. Clubul are o bază populară foarte mare, chiar una dintre cele mai importante din Algeria.
În 1988, clubul a devenit a treia echipă din istoria fotbalului algerian care a câștigat Liga Campionilor CAF (C1), după cele două cluburi algeriene, MC Alger în 1976 și JS Kabylie în 1981, cu toate acestea ESS a devenit singurul club algerian care a câștigat cupa afro-asiatică în 1989, a fost și primul club magrebin care a câștigat-o.

## Diferite nume ale clubului
Din 1958, echipa ESS a fost cunoscută sub numele de Entente Sportive Sétifienne, apoi după arabizarea numelor cluburilor în 1970, echipa a devenit WRS (Wifak Riadhi Staifi).
Odată cu reformele sportive din 1977, clubul va fi sponsorizat de compania națională de hidrocarburi Sonatrach care induce schimbarea numelui său care devine Entente Pétrolière de Sétif (EPS), apoi în 1984, clubul schimbă sponsorizarea pentru a adopta compania națională de plastic, astfel încât numele clubului se schimbă din nou și devine Entente Plastique de Sétif (EPS). În 1990, toate cluburile din Algeria și-au schimbat numele, precum și acordul clubului de a deveni Entente Sportive de Sétif.
Până în 2012, când noul președinte ales la momentul respectiv Hassen Hammar, a decis să ia numele original al clubului când a fost fondat în 1958, Entente Sportive Sétifienne, care se menține până astăzi.
De la înființarea clubului, culorile au fost alb-negru, unde negrul este considerat un semn de „doliu” pentru victimele masacrelor din 8 mai 1945..

### Coeficient
| Rang | Club                 | Coeficient |
| ---- | -------------------- | ---------- |
| 23   | Club Africain        | 1.448      |
| 24   | DC Motema Pembe      | 1.448      |
| 25   | ES Sétif             | 1.447      |
| 26   | ASEC Mimosas         | 1.442      |
| 27   | Recreativo do Libolo | 1.442      |

| Rang | Club                   | Coeficient |
| ---- | ---------------------- | ---------- |
| 437  | Budućnost Podgorica    | 1.448      |
| 438  | Queens Park Rangers    | 1.448      |
| 439  | ES Sétif               | 1.447      |
| 440  | Independiente Medellín | 1.447      |
| 441  | Nueva Chicago          | 1.447      |

Sursa :

## Palmares și statistici

### Titluri și trofee
| Competiții Naționale | Competiții Continentale |
| - Campionatul Algerian (8) : - Campioni : 1968, 1987, 2007, 2009, 2012, 2013, 2015, 2017. - Vice-campioni : 1983, 1986, 2010. - Cupa Algeriei (8) : - Câștigători : 1963, 1964, 1967, 1968, 1980, 1989, 2010, 2012. - Finalistă : 2017. - Supercupa Algeriei (2) : - Câștigători : 2015, 2017. - Finalistă : 2007, 2013. - Cupa Ligii (0) : - Semifinala : 1992. | - Liga Campionilor CAF : - Câștigători (2) - 1988, 2014 - Cupa Campionilor Cluburilor Arabe : - Câștigători (2) - 2007, 2008 - Cupa Confederației CAF : - Finalistă (1) - 2009 - Supercupa CAF : - Câștigători (1) - 2015 - Campionatul Mondial al Cluburilor : - Sferturi (1) - 2014 |

### Finale
| 1988 | ES Sétif | 4 - 1      | Heartland    | 2007 | ES Sétif | 2 - 1 | Al-Faisaly       | 1990 | ES Sétif | 2 - 2(2-3) | Stade Malien | 1990 | ES Sétif | 1 - 1(6-5) | Al Ahly |
| 2014 | ES Sétif | 3 - 3(g.d) | AS Vita Club | 2008 | ES Sétif | 2 - 0 | Wydad Casablanca |      |          |            |              |      |          |            |         |

## Alte trofee
| Competiții Regionale – desființate |                                                                                            |
| - Cupa Campionilor Africii de Nord : - Câștigători (1) - 2009. - Cupa Cupelor Africii de Nord : - Câștigători (1) - 2010. - Supercupa Africii de Nord : - Câștigători (1) - 2010. | - Cupa afro-asiatică : - Câștigători (1) - 1989. - Cupa Cupelor CAF : - Semifinala : 1991. |

### Finale
| 2009 | ES Sétif | 2 - 2(6-5) | Espérance Tunis | 2010 | ES Sétif | 6 - 3 | Al Nasr Benghazi | 2010 | ES Sétif | 1 - 0 | CS Sfaxien | 1989 | ES Sétif | 5 - 1 | Al Sadd |

## Palmares Juniori
| Competiții de Tineret | |
| (U21) - Campionatul Algerian Speranța (8) : - Campioni : 1990, 1995, 1999, 2002, 2006, 2010, 2013, 2017. - Cupa Algeriei Speranța (5) : - Câștigători : 1992, 1999, 2000, 2007, 2010. (U19) - Cupa Algeriei Junior (3) : - Câștigători : 2001, 2010, 2019. - Finalistă : 1980, 1983, 1995, 2002, 2011, 2018. | (U17) - Cupa Algeriei Cadeți (4) : - Câștigători : 1992, 2008, 2013, 2018. - Finalistă : 2009. (U15) - Cupa Algeriei Minim (2) : - Câștigători : 2007, 2019. |

## Referință
1. ↑  https://www.thesportsdb.com/team/139104-ES-S%C3%A9tif
2. ↑  Stade du 8 Mai 1945, home to ES Setif - Football Ground Map, www.footballgroundmap.com
3. ↑  „Martori ai masacrelor din Algeria din 8 mai 1945” (în franceză).
4. ↑  „CONMEBOL - coeficient cluburi din Africa”. Accesat în 13 septembrie 2020.
5. ↑  „Clasamentul mondial al cluburilor”. Accesat în 13 septembrie 2020.

## Legături externe
- ES Sétif pe Facebook
- ES Sétif pe Instagram
- ES Sétif pe Twitter